# Groupe TVA
Pour les articles homonymes, voir TVA.
Groupe TVA est une entreprise québécoise active dans les domaines de la télévision, des films et des magazines. Elle est une propriété de Québecor Média.
Les principaux actifs de l'entreprise incluent le réseau TVA ainsi que dix stations régionales et des chaînes spécialisées.
Elle possède de nombreuses filiales, dont TVA Productions (anciennement JPL Production), TVA Publications, TVA Nouvelles et TVA Films.

## Historique

### Télé-Métropole (1960–1998)
Fondée en 1960 sous le nom de Télé-Métropole centrée autour de la station montréalaise CFTM par Joseph-Alexandre DeSève, l'entreprise de télédiffusion se taille une place de choix dans le milieu télévisuel québécois dès ses débuts, diffusant des émissions populaires telles que Jeunesse d'aujourd'hui et Symphorien.
La filiale JPL Production (aujourd'hui TVA Productions) est créée en 1965.

#### Constitution du réseau TVA (1971–1986)
En 1971, le réseau TVA est mis sur pied grâce à ses trois stations : celles de Montréal, de Québec et de Chicoutimi. Les trois stations diffusent plusieurs émissions de façon simultanée.
Entre 1973 et 1978, les stations de Sherbrooke, de Hull, de Trois-Rivières, de Rimouski, de Rivière-du-Loup et de Rouyn-Noranda rejoignent le réseau TVA et s'ajoutent aux trois stations déjà en place.
Poursuivant sa croissance populaire avec des émissions et téléromans aujourd'hui devenues inoubliables (Ad Lib, Peau de banane, Entre chien et loup, etc.)

#### Acquisition par Vidéotron et croissance externe (1986–1994)
Le 14 juillet 1986, Vidéotron annonce l'acquisition des actions de Télé-Métropole (qui détient CFTM, la plus importante station du réseau TVA, et CJPM) détenues par la Succession J.A.DeSève et la fondation du même nom. Le 28 janvier 1987, le Conseil de la radiodiffusion et des télécommunications canadiennes (CRTC) approuve définitivement la transaction. André Chagnon est alors nommé président du conseil de Télé-Métropole.
En 1988, Télé-Métropole annonce l'acquisition de 93 % du capital du réseau Pathonic, une filiale de la compagnie de câblodistribution Vidéotron, pour 67 millions de dollars. Le CRTC approuve l'acquisition le 26 juillet 1989. Cogeco avait également tenté, sans succès, d'acquérir Pathonic pour 56 millions de dollars à l'été 1988.
Les propriétaires des autres stations vendent leurs actions au réseau en 1992.

#### Rumeurs de fusion avec TQS et de transfert à CFCF (1994–1995)
Des rumeurs de fusion entre TVA et TQS circulent dès 1994, même si elles sont à l'époque démenties par Vidéotron. 
Début novembre 1995 une autre rumeur indique que Vidéotron serait prêt à vendre TVA à CFCF Inc. en échange de sa division de câblo-distribution CF Cable TV. La rumeur est démentie par Claire Samson, vice-présidente exécutive de TQS. Pourtant le 18 novembre 1995 une entente est entérinée entre Vidéotron et CFCF qui confirme le transfert de TVA à CFCF (par une OPA sur les actions de TVA pour 204 millions de dollars) et celui de CF Câble à Vidéotron (pour 227 millions).
Finalement le 19 avril 1996 Vidéotron renonce à l'entente précédente et offre plutôt de racheter l'ensemble de CFCF. Le 4 octobre 1996 Vidéotron et TVA signent une entente prévoyant que TQS sera intégrée à TVA. Le CRTC refuse cette entente en février 1997 au prétexte que Vidéotron obtiendrait une position dominante sur la télévision francophone en détenant simultanément TVA et TQS. TQS est finalement vendue à un consortium mené par Québecor courant 1997.

#### Diversification vers les chaînes spécialisées (1996–1997)
En 1996, TVA devient partenaire dans le Canal Indigo. De plus, elle obtient la licence d'exploitation de la chaine LCN qui est lancée le 8 septembre 1997.

### Groupe TVA (depuis 1998)
Le 17 février 1998, Télé-Métropole est officiellement renommé Groupe TVA. La même année, le réseau lance son site Web TVA.ca et obtient le statut de réseau national.
En 2000, le groupe acquiert la maison d'édition de magazines Trustar. L'année suivante, Québecor achète TVA et regroupe la filiale d'édition Publicor déjà existante avec TVA Publications.
Maintenant sous le règne de Québecor, le Groupe TVA multiplie ses activités, notamment avec le portail Canoe.ca (issu de la fusion entre les sociétés Netgraphe et Canoë).
En octobre 2008 le CRTC annonce la dérèglementation des chaînes de télévision sportives. Le 1er mai 2009, Québecor dépose une demande de licence pour TVA Sports auprès du CRTC pour un lancement au plus tôt en 2010. La chaîne TVA Sports est finalement lancée le 12 septembre 2011.
Le Groupe TVA annonce en décembre 2011 la vente de ses parts dans Mystery TV et The Cave à Shaw Media. La transaction est approuvée par le CRTC le 25 avril 2012 et Mystery TV.
Le 14 janvier 2019, le CRTC confirme l'acquisition des chaînes spécialisées Zeste et Évasion par le Groupe TVA.
Le 2 novembre 2023, le PDG de Québecor Pierre Karl Péladeau annonce le licenciement de 547 employés dû à la trop forte concurrence, au niveau des cotes d'écoute et des revenus générés par la publicité et les inscriptions, des GAFAM (Amazon Prime et Apple TV+ en particulier), de Netflix, de Disney+, de Hulu et autres réseaux américains et internationaux. Les effectifs du groupe TVA se réduisent drastiquement. Ces congédiements font suite aux 140 suppressions de postes survenus en février 2023,,.

### Identité visuelle (logo)

Logo de Télé-Métropole Inc. jusqu'au 17 février 1998.
Logo du Groupe TVA du 17 février 1998 au 29 novembre 2012.
Logo du Groupe TVA du 29 novembre 2012 au 11 novembre 2020.

## Actifs
- TVA (six de ses dix stations régionales)
  - CFTM-DT Montréal
  - CFCM-DT Québec
  - CHLT-DT Sherbrooke
  - CHEM-DT Trois-Rivières
  - CJPM-DT Saguenay
  - CFER-DT Rimouski
- Chaînes spécialisées
  - Le Canal Nouvelles (LCN)
  - Addik
  - Prise 2
  - Casa
  - Témoin
  - TVA Sports
  - Évasion
  - Zeste
  - QUB radio (version télé)

Elle possédait aussi des actifs dans:
- Sun News Network (51 % avec Sun Media)

## Les filiales
- TVA Productions (anciennement JPL Production)
- TVA Publications (magazines ou revues publiés(ées) par TVA)
- TVA Films
- TVA Nouvelles